# Léon Poliakov
Pour les articles homonymes, voir Poliakov.
Léon Poliakov (en russe : Лев Влади́мирович Поляко́в), né le 25 novembre 1910 à Saint-Pétersbourg et mort à Orsay le 8 décembre 1997, est un historien français.
Il est un pionnier de l'histoire de la Shoah et un spécialiste de l'étude de l'antisémitisme.

## Biographie

### Un jeune émigré russe
Léon Poliakov nait en 1910 dans une famille de la bourgeoisie juive russe. Son père Wladimir Poliakov, propriétaire d’une maison d’édition, a nommé son fils en hommage à Léon Tolstoï, mort quelques jours avant sa naissance (Léon Poliakov relate dans son ouvrage autobiographique L'auberge des musiciens sa dette et sa critique à l'égard de Tolstoï). En 1920, la famille émigre en France pour fuir la révolution bolchévique ; le père y fonde une nouvelle maison d’édition qui prospère et crée en 1933 le journal quotidien Pariser Tageblatt (PTB, ultérieurement PTZ, Pariser Tageszeitung) ciblant un public de lecteurs allemands exilés. Le jeune Léon vit ensuite quelques années en Italie et en Allemagne, où il assiste adolescent aux prémices de la montée du nazisme. Il retourne ensuite à Paris où il s'installe définitivement, et fait des études de droit et de lettres.

### Prisonnier de guerre, évasion et résistance
Il s'engage dans l'armée française au début de la Seconde Guerre mondiale, vit la débâcle, est fait prisonnier par les Allemands à Saint-Valery-en-Caux le 13 juin 1940 avec son bataillon, s'évade trois mois plus tard du Frontstalag de Doullens. « Apatride sous arrêté d'expulsion », il obtient des faux papiers sous le nom de Robert Paul et entre dans la résistance. Ses activités au sein du « Réseau André d'action contre la déportation » dirigé par Joseph Bass consistent principalement à fabriquer des faux papiers, à convoyer des Juifs en danger de la zone sud vers le plateau protestant du Chambon-sur-Lignon pour les mettre en sécurité et à transporter des armes vers les maquis juifs actifs sur le plateau auvergnat.

## Historien

### Cofondateur du Centre de documentation juive contemporaine (CDJC)
En 1943, il devient secrétaire du rabbin Schneour Zalman Schneersohn et fonde avec le cousin de ce dernier, Isaac Schneersohn, le CDJC, Centre de documentation juive contemporaine, qui se voue à recueillir les preuves documentaires de la Shoah. Il réussit à prendre possession des archives du Commissariat général aux questions juives, des archives de l'ambassade d'Allemagne à Paris, de l'état-major, et surtout du service anti-juif de la Gestapo, ce qui lui vaut, après la victoire alliée, d'assister en tant qu'expert, avec Edgar Faure, le chef de la délégation française, au procès de Nuremberg. Il rapporte de Nuremberg, avec son collègue Joseph Billig, de nombreux documents qui rejoignent les fonds du CDJC. Sous l'égide du CDJC, il publie ses premiers livres : La Condition des Juifs sous l'occupation italienne en 1946 et L’Étoile jaune en 1949.
En 1947, il rencontre sa femme, Germaine. Ils se marient en 1952. De ce mariage naît un fils, en 1960.

### Pionnier de l'histoire de la Shoah
Naturalisé français en 1947, Léon Poliakov publie, quatre ans plus tard, le Bréviaire de la haine, dans la collection de Raymond Aron, livre qui est la première grande étude consacrée à la politique d'extermination des Juifs menée par les nazis. Sa plongée dans les archives allemandes, les innombrables témoignages qu'il recueille et cinq années d'efforts lui permettent de mettre au jour les rouages implacables de l'idéologie et de la technique qui ont rendu possible la Shoah. Le Bréviaire de la haine est préfacé par François Mauriac, et régulièrement remis à jour par son auteur au fil des rééditions, jusqu'en 1993. Léon Poliakov est également le premier historien à mettre en cause l'attitude du pape Pie XII et du Vatican à propos de la Shoah. La publication de ce livre aux éditions Calmann-Levy, affirmation de besoin d'autonomie, entraîne un conflit avec le CDJC et finalement sa mise en congé définitif de l'institution.

### Historien de l'antisémitisme
Mû par la volonté de trouver une réponse à la question « Pourquoi a-t-on voulu me tuer ? » et décidé à remonter jusqu'aux racines, Léon Poliakov se consacre ensuite à sa vaste Histoire de l'antisémitisme en cinq volumes, allant de l'Antiquité au XXe siècle. Il soutient en 1964 une thèse de doctorat de 3e cycle à l'EHESS, sous la direction de Ruggiero Romano (it) sur Le Commerce de l'argent chez les Juifs d'Italie du XIIIe siècle au XVIIe siècle, puis en 1968 une thèse de doctorat ès lettres, sous la direction de Raymond Aron, sur Le développement de l'antisémitisme en Europe aux temps modernes (1700-1850), qui est reprise dans le troisième volume de son Histoire de l'antisémitisme. Directeur de recherche du CNRS, il mène des recherches sur les minorités persécutées et sur le racisme, ses origines et toutes les formes qu'il peut revêtir. Il publie en 1971 Le Mythe aryen, ouvrage qui interroge l'Europe sur ses propres mythes.
Poliakov est avec Pierre Vidal-Naquet pionnier dans la lutte contre les révisionnistes et les négationnistes qui minimisent ou nient l'extermination des Juifs pendant la Seconde Guerre mondiale. En février 1979, il prend avec Vidal-Naquet l'initiative d'une déclaration signée par 34 historiens, parue dans Le Monde, démontant la rhétorique de Robert Faurisson.
En 1981, il publie ses mémoires qu'il intitule L'Auberge des musiciens et dont une large partie est consacrée à son passé de résistant et aux aventures vécues durant l'occupation nazie. Ses ouvrages sont traduits dans de nombreuses langues et finalement en russe, à la fin de sa vie et à sa plus grande joie.
Il est victime d'un accident vasculaire à 87 ans en novembre 1997, et meurt à Orsay à la fin de l'année.

## Portrait

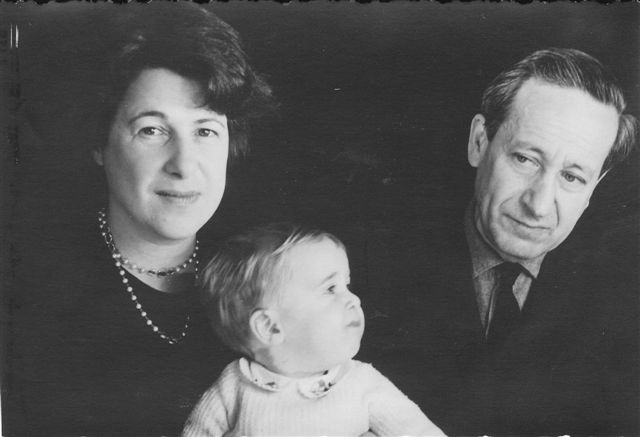
Germaine et Léon Poliakov 1961.

Rappelant que Poliakov n’a cessé de dire que le mot « antisémitisme », pour désigner toutes les formes d’hostilité visant les Juifs, était moins approprié que le terme de judéophobie, Pierre-André Taguieff dresse ce portrait de Poliakov :

« Historien certes, mais aussi anthropologue, et psychologue, et politologue, cet esprit toujours en éveil cherchait dans tout l’espace des sciences sociales et chez les philosophes de quoi éclairer ses recherches et nourrir ses réflexions sur cette “animosité haineuse” à l’égard des Juifs qu’on a pris l’habitude – depuis le début des années 1880 – d’appeler “antisémitisme”. »

## Publications
- La Condition des Juifs en France sous l'Occupation italienne, préface de Justin Godart, avant-propos de Isaac Schneersohn, Paris, Éditions du Centre, « Centre de documentation juive contemporaine », no 3, 1946.
- L'Étoile jaune, préface de Justin Godart, avant-propos par Isaac Schneersohn, Paris, Éditions du Centre de documentation juive contemporaine, « Centre de documentation juive contemporaine », no 2, 1949 ; rééd. L'Étoile jaune. La situation des Juifs en France sous l'Occupation. Les législations nazie et vichyssoise, Paris, Éditions Grancher, 1999.  (ISBN 2733906429) Réunit trois textes : le livre L'Étoile jaune (1949), un long article paru dans Historia (1968) et une communication de 1980 au colloque international de Cerisy.
- Le Bréviaire de la haine. Le IIIe Reich et les Juifs, préface de François Mauriac, Paris, Calmann-Lévy, 1951 ; dernière éd. de poche: Paris, Presses Pocket, 1993.
- Histoire de l’antisémitisme, t. I : Du Christ aux Juifs de Cour, Paris, Calmann-Lévy, 1955 ; édition abrégée, revue, corrigée, complétée et mise à jour : Paris, Hachette, « Pluriel », 1981 ; Paris, Éditions du Seuil, « Points Histoire », 1991, 2 vol. (t. 1. L'Âge de la foi ; t. 2. L'Âge de la science).
- Petite histoire de l'antisémitisme, Paris, Comptoir du Livre du Keren Hasefer, 1956.
- avec Joseph Wulf, Le IIIe Reich et les Juifs, ((de) 1955) traduction française avec le concours du CDJC, Paris, Gallimard, 1959.
- Histoire de l’antisémitisme, t. II : De Mahomet aux Marranes, Paris, Calmann-Lévy, 1961.
- Le Procès de Jérusalem, Paris, Calmann-Lévy, 1963.
- Auschwitz, Paris, Julliard, « Archives », 1964.
- Les Banquiers juifs et le Saint-Siège, du XIIIe au XVIIe siècle, Paris, Calmann-Lévy, 1967.
- Histoire de l'antisémitisme, tome III : De Voltaire à Wagner, Paris, Calmann-Lévy, 1968.
- De l'antisionisme à l'antisémitisme, Paris, Calmann-Lévy, 1969.
- Le Mythe aryen. Essai sur les sources du racisme et des nationalismes, Paris, Calmann-Lévy, 1971 ; dernière éd. de poche, Paris, Presses Pocket, 1994.
- Le Procès de Nuremberg, Paris, Julliard-Gallimard, « Archives », 1971.
- Les Juifs et notre histoire, Paris, Flammarion, 1973. Recueil d’articles.
- (dir.) Hommes et bêtes. Entretiens sur le racisme, Paris - La Haye - New York, Mouton, 1975.
- avec Christian Delacampagne et Patrick Girard, Le Racisme, Paris, Seghers, 1976.
- Histoire de l'antisémitisme, tome IV : L'Europe suicidaire (1870-1933), Paris, Calmann-Lévy, 1977.
- (dir.) Ni Juif ni Grec. Entretiens sur le racisme, Paris - La Haye - New York, Mouton, 1978.
- La Causalité diabolique, t. 1 : Essai sur l'origine des persécutions, t. 1, Paris, Calmann-Lévy, 1980 ; rééd. des 2 tomes en 1 volume, 2006, avec une préface de Pierre-André Taguieff (Léon Poliakov (préf. Pierre-André Taguieff), La causalité diabolique, Paris, Calmann-Lévy, coll. « Mémorial de la Shoah », 2006, 640 p. (ISBN 2-7021-3679-6, OCLC 493783339, BNF 40133367, SUDOC 099573342, présentation en ligne)).
- Brève histoire du génocide nazi, Paris, Hachette, 1980.
- (dir.) Le Couple interdit. Entretiens sur le racisme. La dialectique de l’altérité socio-culturelle et la sexualité, Paris - La Haye - New York, Mouton, 1980.
- L'Auberge des musiciens. Mémoires, Paris, Mazarine, 1981 ; rééd. augmentée, Paris, Grancher, 1999.
- De Moscou à Beyrouth. Essai sur la désinformation, Paris, Calmann-Lévy, 1983.
- La Causalité diabolique, t. 2 : Du joug mongol à la victoire de Lénine 1250-120, Paris, Calmann-Lévy, 1985 ; rééd. des 2 tomes en 1 volume, 2006, avec une préface de Pierre-André Taguieff.
- avec Jean-Pierre Cabestan, Les Totalitarismes du XXe siècle. Un phénomène historique dépassé ?, Paris, Fayard, 1987.
- Moscou, troisième Rome. Les intermittences de la mémoire historique, Paris, Hachette, « Littérature », 1989.
- L'Envers du destin. Entretiens avec Georges-Elia Sarfati, Paris, Éditions de Fallois, 1989.
- Les Samaritains, Paris, Seuil, 1991.
- avec Florence Gravas, L'Épopée des vieux-croyants. Une histoire de la Russie authentique, Paris, Perrin, 1991  (ISBN 978-2262005986).
- (dir.) Histoire de l'antisémitisme (1945-1993), Paris, Éditions du Seuil, 1994  (ISBN 9782020141383).
- L'Impossible choix. Histoire des crises d’identité juive, Paris, Éditions Austral, 1995  (ISBN 978-2841120086).
- Sur les traces du crime, préface de Christian Delacampagne, introduction de Paul Zawadzki, Paris, Berg International, 2003  (ISBN 9782911289569). Recueil d'articles (posthume)

## Distinctions

### Décoration
- Chevalier de la Légion d'honneur en 1989.

### Récompenses
- Prix antiraciste (Bernard-Lecache) de la LICRA en 1971[14],
- Prix Anisfield-Wolf en 1975.